# 디아벨리 변주곡

《안톤 디아벨리의 왈츠에 의한 33개의 변주》' Op. 120, 일반적으로 알려진 《디아벨리 변주곡》은 루트비히 판 베토벤에 의해 작곡된 피아노 변주곡이다. 바흐의 골트베르크 변주곡과 함께 가장 위대한 건반악기 변주곡 중 하나로 간주된다.
음악 작가 Donald Tovey는 그것을 "지금까지 쓰여진 가장 위대한 변주곡 모음"이라고 불렀고, 피아니스트 Alfred Brendel은 그것을 "모든 피아노 작품 중 가장 위대한 작품"으로 묘사했다. 또한 Hans von Bülow의 말에 따르면 "베토벤 예술의 축소판"으로 구성되어 있다. Arnold Schoenberg는 그의 Structural Functions of Harmony(조화의 구조적 기능)에서 "하모니 와 관련하여 디아벨리 변주곡 은 베토벤의 가장 모험적인 작품이라고 불릴 만하다"고 썼다.
주제에 대한 베토벤의 접근 방식은 가장 작은 요소의 일부를 가져와서 큰 상상력, 힘 및 미묘함의 조각을 구축하는 것이다. Alfred Brendel은 다음과 같이 썼다. 오히려, 변형은 테마가 제공할 수 있는 것을 결정한다. 확인되고, 장식되고, 영화롭게 되는 대신에 개선되고, 패러디되고, 조롱되고, 부인되고, 변형되고, 애도되고, 압도되고 마침내 고양된다."
조바꿈을 사용하여 다양성을 추구하지 않고 Diabelli의 C에 머물고 있다. 대부분의 세트에 대한 장조: 처음 28개의 변주 중 그는 변주 9에서 단조 단조를 단 한 번만 사용한다. 그런 다음 결론에 가까워지면 베토벤은 C를 사용한다. 29~31번 변주곡과 32번 변주곡인 3중 푸가의 경우 그는 E ♭조로 변경하는데, 주요한. C에서 그렇게 오랜 시간이 지난 후 이 늦은 시점에 키 변경은 극적인 효과를 증가시켰다. 푸가의 끝에서 7도 감소 아르페지오 로 구성된 절정의 흥얼거림 뒤에 침묵으로 구두점을 찍는 일련의 조용한 화음이 이어진다. 이 코드는 Diabelli의 C로 다시 이어진다. 닫는 미뉴에트인 변주 33을 위한 C장조로 이어진다.

## 배경
이 변주곡은 Diabelli에 의한 변주곡으로, 오스트리아 제국을 포함하여, 프란츠 슈베르트, 카를 체르니, 요한 네포무크 훔멜 하고, Rudolph 대공 은 그들 각자에게 그것에 대한 변주곡을 작곡하도록록 요청했다. 그의 계획은 Vaterländischer Künstlerverein이라는 애국적 책에 모든 변주를 출판하고 그 수익을 나폴레옹 전쟁의 고아와 과부에게 이익을 주는 데 사용하는 것이었다. Franz Liszt는 포함되지 않았지만 그의 교사 Czerny가 그가 11세에 작곡 한 변주곡도 제공하도록 주선한 것 같다.
베토벤은 수년 동안 디아벨리와 인연을 맺었다. 1815년경 베토벤의 권위 있는 전기 작가인 Alexander Wheelock Thayer는 다음과 같이 기술한다. 비엔나에서 가장 인기있는 교사. 그는 슈타이너 앤드 컴퍼니(Steiner and Co.)에서 필사자이자 교정자로 많이 고용되었으며, 베토벤의 신뢰를 많이 받았고, 베토벤도 그를 한 남자로서 진심으로 좋아했다." 다양한 작곡가들이 자신의 주제에 대한 변주곡 프로젝트를 진행하던 당시, Diabelli는 Cappi와 Diabelli 출판사의 파트너로 발전했다.
이 작품의 기원에 대해 자주 들리지만 지금은 의심스러운 이야기는 베토벤이 처음에는 디아벨리의 프로젝트에 참여하는 것을 단호하게 거부하고 주제를 진부하고, 그의 시간에 합당하지 않다고 일축했다는 것이다. 이야기에 따르면 얼마 지나지 않아 Diabelli가 자신의 변주곡 전체 세트에 대해 엄청난 대가를 치르게 될 것이라는 사실을 알게 된 베토벤은 마음을 바꿔 얇은 재료로 얼마나 많은 일을 할 수 있는지 보여주기로 결정했다. (전설의 또 다른 버전에서 베토벤은 자신의 능력을 입증하기 위해 33개의 변주곡을 썼을 정도로 자신이 생각하는 재료로 작업하라는 요청을 받고 모욕을 당했다. ) 그러나 오늘날 이 이야기는 사실보다 전설로 받아들여지고 있다. 그 기원은 베토벤의 신뢰할 수 없는 전기 작가인 Anton Schindler에게 있다. 그의 설명은 여러 가지 면에서 여러 가지 확립된 사실과 충돌하여 그가 사건에 대한 직접적인 지식이 없었음을 나타낸다.
어느 시점에서 베토벤은 디아벨리의 제안을 확실히 받아들였지만 주제에 대한 단일 변주를 기고하기보다는 많은 변주를 계획했다. 작업을 시작하기 위해 그는 1819년 초까지 4개의 변형에 대한 스케치를 완성 하면서 장엄미사에 대한 스케치를 잠시 접어두었다. (Schindler는 "최대 3개월 동안 1823년 여름에 작업했다"고 주장할 정도로 목표를 완전히 벗어났다. 베토벤의 제자인 칼 체르니(Carl Czerny)는 "베토벤은 이 변주곡을 유쾌한 기형으로 썼다"고 주장했다. ) 1819년 여름까지 그는 33개 세트 중 23개를 완성했다. 1820년 2월 출판사 Simrock 에게 보낸 편지에서 그는 아직 불완전하지만 "큰 변형"을 언급했다. 그런 다음 그는 베토벤이 거의 하지 않았던 작업을 몇 년 동안 미루고 장엄미사와 후기 피아노 소나타 로 돌아갔다.
1822년 6월 베토벤은 그의 출판사 Peters에게 "피아노포르테만을 위한 왈츠에 의한 변주곡(많음)"을 제안했다. 같은 해 가을에 그는 그들이 계획대로 큰 규모로에 나가 일을하는 경우 최대 40 개 금화해야한다. 베토벤이 세트를 완성하는 작업으로 돌아온 것은 아마도 1823년 2월이었을 것이다. 1823년 3월이나 4월까지 33개의 변주곡으로 이루어진 전체 세트가 완성되었다. 4월 30일까지 사본은 런던의 Ries에 보낼 준비가 되었다. 베토벤은 원래의 23번 세트를 순서대로 유지했지만 nos를 삽입했다. 1(오프닝 행진곡 ), 2, 15, 23(Cramer 손가락 운동의 패러디라고도 함), 24(서정적인 푸게타 ), 25, 26, 28, 29(3개의 느린 변주로 이어지는 시리즈의 첫 번째 마지막 푸가와 미뉴에트), 31(마지막 푸가와 미뉴에트로 직접 이어지는 매우 표현력이 풍부한 느린 변주 3), 33(마지막 미뉴에트).
베토벤이 디아벨리의 주제에 대한 일련의 "대변주곡"을 쓰도록 한 한 가지 제안은 전년도에 베토벤의 지도 아래 베토벤의 주제에 대한 거대한 40개의 변주곡 모음을 작곡한 루돌프 대공의 영향이다. 1819년 대공에게 보낸 편지에서 베토벤은 "내 책상에는 내가 폐하를 기억하고 있음을 증언하는 여러 작품이 있다"라고 언급했다.
그가 왜 33개의 변주곡을 쓰기로 결정했는지에 대한 몇 가지 이론이 발전되었다. 32개의 변주곡 다단조 이후에 자신을 능가하려고 노력했을 것이다. 디아벨리가 베토벤에게 프로젝트에 대한 기부금을 보내달라고 압력을 가하자 베토벤이 "당신은 얼마나 많은 기부금을 받았나요?"라고 물었다는 이야기가 있다. "서른둘이다." 디아벨리가 말했다. "어서 그것을 출판하십시오." 베토벤은 "나는 혼자서 33곡을 쓸 것이다."라고 대답한 것으로 알려져 있다. Alfred Brendel은 "베토벤 자신의 피아니스트 출력에서 숫자 32와 33은 특별한 의미를 가지고 있다. 32 개의 소나타 다음에 33개의 변주가 뒤따르는 최고의 업적으로, 그 중 33번은 32번의 마지막 아다지오와 직접 관련이 있다." 그리고 Brendel은 기발하게 덧붙이다. 마이너와 세트 Op. 34 및 35, 수치적 차이. 디아벨리 변주곡으로 채워진다."

## 제목
베토벤이 작품에 붙인 제목이 일부 의견을 받았다. 그의 첫 번째 언급은 그의 서신에 있었는데, 그곳에서 그는 그것을 Große Veränderungen über einen bekannten Deutschen Tanz ("잘 알려진 독일 무용의 웅대한 변주곡")이라고 불렀다. 그러나 첫 출판 당시 제목은 Diabelli의 왈츠를 명시적으로 언급했다.
베토벤은 Hammerklavier 와 같은 표현 표시와 제목에 독일어를 사용하는 것을 선호하던 시기에 이탈리아에서 파생된 일반적인 Variationen 대신 독일어 단어 Veränderungen을 선택했다. 그러나 제목과 별개로 우리는 작품 내에서 전통적인 이탈리아 음악 용어만 발견할 수 있으며, 이는 베토벤이 Veränderungen을 사용하는 데 요점을 맞추려고 했을 가능성이 있음을 시사한다.
작품이 처음 출판된 이래로 평론가들은 이 거대하고 다양한 작품에 대한 패턴, 심지어 전체 계획이나 구조를 찾으려고 노력했지만 거의 합의에 이르지 못했다. 몇몇 초기 작가들은 요한 세바스티안 바흐의 골드베르크 변주곡 과 분명한 유사점을 찾으려고 노력했지만 큰 성공을 거두지 못했다. 다른 사람들은 대칭성을 발견했다고 주장했는데, 예를 들어 9개의 그룹으로 구성된 3개의 그룹이 있었지만 끝에서 두 번째 푸가는 5개로 계산되어야 했다. 작품은 별도의 '악장'으로 완성된 소나타 형식으로 분석되었다. 그러나 논쟁의 여지가 없는 것은 이 작품이 단순하고 다소 평범한 음악 아이디어로 시작하여 이를 여러 가지 급진적인 방식으로 변형하고 다른 후기 베토벤 작품과 마찬가지로 카타르시스적인 일련의 변주로 끝난다는 것이다.